# Getúlio Pedro da Cruz
Getúlio, właśc. Getúlio Pedro da Cruz (ur. 13 grudnia 1947 w São Paulo, zm. 4 kwietnia 2008) – piłkarz brazylijski, występujący na pozycji bramkarza.

## Kariera klubowa
Karierę piłkarską Getúlio rozpoczął w klubie Ferroviária Araraquara. Później występował w São Paulo FC. W São Paulo 9 czerwca 1974 w zremisowanym 1-1 meczu z Corinthians Paulista Getúlio zadebiutował w lidze brazylijskiej. W latach 1976–1979 występował w XV de Piracicaba. W barwach XV de Piracicaba 9 grudnia 1979 w przegranym 0-1 meczu z Coritibą FC Getúlio po raz ostatni wystąpił w lidze brazylijskiej. Ogółem w lidze brazylijskiej wystąpił w 42 spotkaniach.

## Kariera reprezentacyjna
W 1968 roku Getúlio uczestniczył w Igrzyskach Olimpijskich w Meksyku. Na turnieju Getúlio Dias był podstawowym zawodnikiem i wystąpił we wszystkich trzech meczach grupowych reprezentacji Brazylii z Hiszpanią, Japonią i Nigerią.